# Alleyrat (Creuse)
 Alleyrat  (en occitano Alairac) es una población y comuna francesa, en la región de Lemosín, departamento de Creuse, en el distrito y cantón de Aubusson.
Está integrada en la Communauté de communes d’Aubusson-Felletin.

## Demografía[3]
| 502 | 518 | 516 | 506 | 436 | 440 | 400 | 417 | 434 | 391 | 385 | 410 | 350 | 350 | 351 | 345 | 355 | 318 | 312 | 265 | 257 | 283 | 248 | 209 | 224 | 200 | 195 | 205 | 176 | 174 | 169 | 166 | 150 |
| Para los censos de 1962 a 1999 la población legal corresponde a la población sin duplicidades (Fuente: INSEE [Consultar]) |     |     |     |     |     |     |     |     |     |     |     |     |     |     |     |     |     |     |     |     |     |     |     |     |     |     |     |     |     |     |     |     |

## Lugares de interés y monumentos
- iglesia de Saint-Pierre, con coro del siglo XII y cripta.[8]